# Pondělí začíná v sobotu
Pondělí začíná v sobotu (1965, Понедельник начинается в субботу) je satirická fantasy novela ruských sovětských spisovatelů bratrů Strugackých. Protože žánr fantasy v době vydání v Sovětském svazu formálně neexistoval, je novela zařazována do vědeckofantastické literatury.
Kniha vyšla v SSSR poprvé v roce 1965 a je považována za předělovou v sovětské sci-fi šedesátých let. Některé fráze z knihy zlidověly mezi ruskou inteligencí, nicméně kniha je velmi úzce vázána na sovětské reálie 60. a 70. let, proto se v současné době stává obtížněji srozumitelnou. Roku 1967 vydali autoři pokračování její pod názvem Pohádka o Trojce (Сказка о Тройке).

## Obsah
Kniha pojednává o osudu počítačového specialisty Saši Privalova, kterému dva z předních výzkumných a vývojových pracovníků učiní během jeho dovolené v severském městečku Solovec nabídku, která se neodmítá. Stává se tak nováčkem v podivuhodném světě přísně tajného výzkumného ústavu VÚČAKO (Výzkumný ústav čar a kouzel). V ruském originále se ústav jmenuje НИИЧАВО (Научно-исследовательский институт Чародейства и Волшебства, tj. NIIČAVO, což je slovní hříčka znamenající zhruba „kde nic, tu nic“ (v pozdějších českých překladech se objevuje též název VÚ BECNIC).
Kniha je satirickým zobrazením sovětského vědeckého prostředí, zejména poměrů v mnohočetných výzkumných ústavech. Je bohatě zabydlena celou řadou vědeckých pracovníků zosobňujících (místy i schematicky) nejčastěji se vyskytující typy vědců a administrativních pracovníků. Dění čtenář sleduje očima „nového člověka zvenčí“ Alexandra Privalova, který zde zažívá situace humorné i nebezpečné, kouzelné i obyčejné.
Postavy knihy jsou vědci s kouzelnými vlastnostmi, kouzelníci s vědeckými ambicemi; kouzelné předměty jsou věcmi s vědecky neprozkoumanými vlastnostmi. Arkadij a Boris Strugačtí si neodpustili lehké moralizování, které je vtipně podané: pracovníkům zanedbávajícím své povinnosti zarůstají uši chlupy, bytost s chtěním bez hranic – umělý otesánek je nedomyšlený experiment s možností zničit vesmír či minimálně pokrást hodinky všem přihlížejícím. Kniha je čtivá a pohádkové motivy nahlížené ze strany vědy jsou velmi vtipné. Autoři zde ukázali svoji hravou a optimistickou stránku (v protikladu k vážným románům jako je například Piknik u cesty).

## Některé významné jednající osoby
- Alexandr (Saša) Privalov - hlavní hrdina knihy, programátor, počítačový specialista a začínající mág
- hrubián Viťka Kornějev - ukázka schopného, nadaného a dobrosrdečného, leč neotesaného specialisty, Privalovův spolubydlící na svobodárně a blízký přítel
- Janus Poluektovič Něvstrujev (2 exempláře) - vedoucí ústavu, ukazující okolnímu světu obě své tváře (tvář schopného vědce a tvář administrátora)
- Ambrosij Ambruazovič Vyběgallo (v některých verzích Gustavillo) - aférista a vědecký šarlatán, produkující svoji vědeckou kariéru na třídních principech a úzké spolupráci s tiskem, kterému (v symbióze s dvěma podobně neschopnými novináři) prezentuje své obskurní vynálezy jako přelomové úspěchy sovětské vědy
- Cristobal Chozevič Junta - tvrdý a bezcitný, leč mimořádně schopný mág, nadaný nicméně specifickým smyslem pro suchý humor, vzor odborníka bez lidského cítění, vedoucí laboratoře výzkumu smyslu života
- Roman Ojra-Ojra - další z Privalovových spolubydlících, veselý kumpán a velký mág, magistr magie
- Edik Ampérjan - magistr magie, vedoucí laboratoře, ukázka „vědce kavkazského původu“, dobrodušného, vzdělaného, leč s „jistými specifiky“
- Kerber Psovič Děmin - vedoucí osobního a kádrového oddělení ústavu
- Modest Matvějevič Kamnojedov - vedoucí správy budov a majetku, ukázka tupého a neschopného sovětského úředníka, nahrazujícího znalosti a dovednosti silou razítka a povolení

## Filmové adaptace
- Čarodějové (1982, Чародеи), ruský sovětský film, režie Konstantin Brombnerg.

## Česká vydání
- Pondělí začíná v sobotu, Lidové nakladatelství, Praha 1984, přeložil Jaroslav Piskáček, znovu Triton, Praha 2005.